# 労働解放団
労働解放団（ろうどうかいほうだん、ロシア語: Освобождение труда, ラテン文字転写: Osvobozhdenie truda, Osvobozhdenye Truda）とは、1883年にゲオルギー・プレハーノフやヴェーラ・ザスーリチらによってスイス連邦のジュネーヴに結成されたロシア帝国最初のマルクス主義団体である。
彼らは二段階革命論を唱え、マルクス主義の理論の構築と宣伝をしていた。また、カール・マルクスやフリードリヒ・エンゲルスの著書の翻訳をし、西ヨーロッパにいたウラジーミル・レーニンとともに機関紙『イスクラ』も創刊した。すでにロシアは資本主義段階に入ったとして、その主たる革命勢力は農民ではなくプロレタリアートであると主張し、階級意識のある産業労働者だけが社会革命を達成できると確信していた。そして社会主義の前提条件として経済発展の必要性を強調し、ロシアが資本主義を経過せずに農村共同体を基盤とした社会主義へ移行できると考えていたナロードニキの理論や人民の意志の直接移行論を批判する。
国内の資本主義が発達していくにつれて影響力を増し、マルクス主義の傾向を持つ諸々の革命組織・労働者組織の形成を助けた。1903年にロシア社会民主労働党のBrussels–London congressを組織したのち同党に合流し解散した。
1889年には第2インターナショナルに加盟している。